# Isoperla rainiera
Isoperla rainiera is een steenvlieg uit de familie Perlodidae. De wetenschappelijke naam van de soort is voor het eerst geldig gepubliceerd in 1954 door Jewett.